# Njurmännen
Njurmännen är ett svenskt experimentellt elektroniskt band som bildades i september 1983 i Linköping, men som större delen varit verksamt i Göteborg. Även om bandet ses som föregångare inom svensk synth och industri, finns psychrock, pop och spoken word också i deras repertoar.

## Historik
Ursprungligen bestod bandet av Magnus Axelsson, Anders Göransson (även kallad Skuggan) och Johan Linden. Strax anslöt även Bosse Davidsen. Denna grupp gjorde bandets första konsert, omkring årsskiftet 1984. Kort därefter slutade Davidsen. Påsken 1984 spelade trion in sin första kassett – Hvem är Pavul? – som gavs ut på punklabeln Spunk. Under arbetet med deras andra kassettalbum Fejmert betong aktivator-reliker anslöt Stefan Karlsson, som de också spelade på några konserter. I januari 1985 slutade både Linden och Karlsson, varpå duon Axelsson och Göransson spelade in kassetten Masters 1992 i februari 1985.
Våren 1985 blev bandet en trio igen tillsammans med Peter Andersson (även kallad Lina eller Lina Baby Doll). Denna trio gjorde en uppmärksammad konsert i Mjölby som senare släpptes som deras fjärde kassett Grisfesten i Mjölby. Sommaren 1985 anslöt sig Bobo Wieslander till bandet som ljudtekniker och studioproducent. Flera personer spelade med bandet i olika konstellationer. Hösten 1985 anslöt Jonas Skoglund som basist, och tillsammans med honom spelade de vintern 1986 in sitt första vinylalbum Cerebral Player, som gavs ut på Konduktör Rekords. 
I augusti 1986 slutade Skoglund och bandet fortsatte som trio tillsammans med Bobo. Tillsammans gjorde de en rockopera, som uruppfördes i november 1986. Samma månad spelade de in She's A Fucker, vilket var deras första vinylsingel. Peter Andersson slutade 1993, varför bandet bytte namn till Rotten Beak fram till 1997, då bandet bröt upp. Under 2000-talet återuppstod Njurmännen. Bland annat spelade de på Gagnef-festivalen i Dalarna 2003. År 2007 gav de ut CD-albumet Det Panegyriska tillsammans med poeten Ulf Karl Olov Nilsson (UKON), som sedan dess ingår i bandet. År 2010 gavs deras CD-album Standardmodellen ut på Kning Disk.

## Diskografi

### Kassetter
- 1984 Vem Är Pavul?, Spunk
- 1985 Masters 1992, egenutgivning
- 1985 Fejmert Betong Aktivator - Reliker, egenutgivning
- 1986 Masters In Space, egenutgivning
- 1985 Grisfesten i Mjölby, egenutgivning (live)
- okänt Neurolavemanglive, egenutgivning (live)
- 1988 End Of The Millennium, Bauta Records
- 1991 Heavenly Music For A Yellow Devil, Technodelia Institute
- 1992 Live At Alka-Gallery, Old Europa Cafe (live)
- 2003 Live I Gagnef, Omnium Gatherum (live)
- 2021 Njurmännen, Tjacktapes

### Album
- 1986 Cerebral Player, vinyl, Konduktör Rekords
- 1990 Reality Adventures, CD, Reazone To Release Records
- 2007 Det Panegyriska, CD, Symposion
- 2010 Standardmodellen, CD, Kning Disk

### Singlar och EP
- 1987 She's A Fucker , vinyl, Bauta Records
- 1990 Texike, vinyl, Reazone To Release Records
- 1991 Cosmic Kraut Hits, vinyl, Studio Urania
- 1994 Snö (Rotten Beak featuring Njurmännen), CD, Barnsliga Skivor

### Samlingsskivor
- 1993 Textures (tillsammans med Phauss, Guds Söner, Njurmännen, Omala), CD, Limur
- 2008 Terror In The Dollhouse, CD, Old Europa Cafe